# Klassenassistent
Een klassenassistent is de assistent van de leerkracht in de onderbouw (groep 1 tot en met 4) van het speciaal basisonderwijs. Een klassenassistent is de tegenhanger van een onderwijsassistent die in het regulier (basis)onderwijs assisteert.
Er bestaan sinds 1997 twee functieniveaus voor klassenassistenten
- Klassenassistenten met de laagste functiewaardering (schaal 3): zij vervullen vooral de verzorgende taken en hebben geen onderwijsinhoudelijke taken.
- Klassenassistenten met de hoogste functiewaardering (schaal 4): zij verrichten, net als de onderwijsassistent naast verzorgende ook eenvoudige, routinematige onderwijsinhoudelijke taken.

De opleiding tot klassenassistent is gevormd rond MBO-niveau 3.